# Массовое убийство в школе Стоктона
Массовое убийство в школе имени Кливленда (англ. Cleveland School massacre) или Массовое убийство в школе Стоктона (англ. Stockton schoolyard shooting) произошло 17 января 1989 года в Стоктоне (Калифорния, США), когда 24-летний мужчина без определённого места жительства, Патрик Эдвард Пе́рди (англ. Patrick Edward Purdy), расстрелял учащихся начальной школы, игравших на детской площадке. В школе училось большое количество детей азиатского происхождения, которые и составили подавляющее большинство жертв.

## Убийца
Патрик Эдвард Пе́рди родился 10 ноября 1964 года в Такоме, штат Вашингтон. Когда ему было два года, его родители развелись, и мать Патрика, Кэтлин, переехала с сыном в Стоктон, штат Калифорния. Несколько лет Перди учился в начальной школе имени Кливленда. 
В 1969 году мать повторно вышла замуж. Новый муж избивал её и Патрика, и через четыре года брака Кэтлин развелась и переехала с сыновьями в Сакраменто. Социальные службы Сакраменто несколько раз выносили ей предупреждения, обвиняя женщину в издевательстве над своими детьми. Когда Патрику было 13 лет, мать выгнала его из дома за то, что сын ударил её в лицо. Перди жил на улицах Сан-Франциско, пока его не определили в приют. Позже Перди вернули под опеку отца, жившего в Лодае, но в 1981 году того насмерть сбила машина. На тот момент Перди формально оканчивал старшую школу, хотя, пристрастившись к алкоголю и наркотикам, занятия посещал очень редко. 
Начиная с 12 лет Перди неоднократно попадал под арест за различные правонарушения, среди которых числились хранение марихуаны, торговля наркотиками, проституция, незаконное хранение оружия и хранение краденых вещей. В 1984 году Перди был арестован за участие в вооружённом ограблении и провёл 32 дня в тюрьме. Еще через два года мать заявила на него в полицию, сказав, что он разбил её машину, так как Кэтлин не дала ему денег на наркотики.
Весной 1987 года Перди и его брат были арестованы за стрельбу из пистолетов в Национальном лесу Эль-Дорадо. Полицейские нашли у Перди книгу о белой группе супремасистов «Арийская нация». В тюрьме Перди дважды пытался покончить жизнь самоубийством, и психологическое обследование выявило у него лёгкую степень умственной отсталости, которая представляла угрозу для самого Перди и для окружающих.
Осенью 1987 Перди начал посещать курсы обучения сварочному делу и жаловался на большое количество учащихся южно-азиатского происхождения. Тогда же он уехал из Калифорнии и около года колесил по стране, живя где придётся. Во время проживания в Орегоне Перди купил полуавтоматическую винтовку «Тип 56» (китайская копия автомата Калашникова). В декабре 1988 года Перди вернулся в Калифорнию и снял комнату в мотеле «El Rancho», в Стоктоне. Через два дня он купил себе пистолет.
После того как Перди расстрелял детей, полицейские обнаружили в его комнате большое количество игрушечных солдатиков. Также полиция заявила, что Перди злоупотреблял наркотиками и алкоголем. Следователи пришли к выводу, что Перди был мизантропом, а его ненависть была особенно остра по отношению к иммигрантам азиатского происхождения. Перди считал, что они забирают работу у «коренных» американцев.
Знакомые Перди, наоборот, считали его дружелюбным человеком, не склонным к насилию. Они же свидетельствовали, что Перди всегда был недоволен и иногда его одолевали суицидальные настроения, так как он считал, что «ничего не смог добиться сам». В блокноте Перди, найденном в отеле, где он жил в 1988 году, были написаны строки: «Я такой тупой, я тупее шестиклассника. Мои мать с отцом были тупые.»

## Убийство
В полдень 17 января 1989 года Перди запарковал свой фургон на стоянке школы имени Кливленда, где когда-то учился сам. Отойдя от машины, Перди поджег её при помощи коктейля Молотова. Фургон был заполнен фейерверками и взорвался. Перди прошел на школьную игровую площадку, где в это время находилось большое количество детей, и открыл огонь из винтовки «Тип 56». За три минуты Перди произвёл 106 выстрелов, убив пять детей, а также ранив 29 и одного учителя. Все погибшие были камбоджийского и вьетнамского происхождения возрастом от шести до девяти лет. Закончив стрелять по площадке, Перди покончил с собой, застрелившись из пистолета Taurus PT92.

## Последствия
Массовое убийство в Стоктоне широко освещалось средствами массовой информации. Журналисты неоднократно поднимали вопрос, как неоднократно арестовывавшийся алкоголик и наркоман смог легально получить доступ к полуавтоматическому оружию.
В 1989 году власти Калифорнии приняли закон Роберти-Руса о контроле над штурмовым оружием (англ. Roberti-Roos Assault Weapons Control Act of 1989). Федеральное правительство отреагировало значительно позднее: в 1994 году президент Клинтон подписал закон о запрете импорта большинства видов оружия и боеприпасов из Китая.